# Prócoro Hernández Aguilar
Prócoro Hernández Aguilar (Amealco de Bonfil, Querétaro, 10 de marzo de 1947 - Barcelona, 22 de julio de 2014) fue un antropólogo, politólogo y sociólogo español, licenciado en sociología por la Universidad René Descartes de París y doctor en ciencias políticas en la Universidad Pompeu Fabra de Barcelona.

## Historia
En los años 1980 llegó a España y en Cataluña desarrolló la mayor parte de su carrera como sociólogo y antropólogo. Fue colaborador de los periódicos Avui, La Vanguardia y comentarista en emisoras de radio como Radio l'Hospitalet y COMRàdio. 
Es notoria su contribución al análisis de los aspectos sociales, políticos y económicos que unieron a catalanes y americanos, en sus libros Veus de l'exili a Mèxic. Una catalanitat a prova, Els catalans i el món indígena americà, y Cinco siglos de presencia catalana en colaboración con su gran amigo y colega Avel·lí Artís-Gener (Tísner). 
Publicó diversos artículos en la Enciclopedia Catalana y fue asesor científico y coautor del volumen "Quinientos años de historia catalana en América" de la obra Historia General de la Emigración Española en Iberoamerica. 
Colaboró con el Consejo Superior de Investigaciones Científicas.  
En 1992 formó parte de la Comisión América y Cataluña, y colaboró en el Diccionari dels Catalans d'Amèrica (1992) junto con Pere Grases i González y Albert Manent. 
Fue profesor de ética en la Academia Condal de Barcelona. Además, presidió la Asociación CatalanoMexicana. 
En 2004, fue ponente en varias conferencias durante el Fórum Universal de las Culturas 2004 Barcelona.